# إيهام التضاد
إيهام التضاد هو أن لا يجمع بين معنيين ليسا متقابلين ولكن عبر عنهما بلفظين متقابلين. بعبارة أخرى، هو أن يوهم لفظ الضد أنه ضد مع أنه ليس بضد.

## أمثلة
قال دعبل الخزاعي:
لا تعجبي يا سلم من رجل

ضحك المشيب برأسه فبكى
 فضحك المشيب من جهة المعنى ليس بضد للبكاء، لأنه كناية عن كثرة الشيب، وظهوره في الرأس، ولكنه من جهة اللفظ يوهم التطابق أو أكثر.